# تحسين الأداء
تحسين الأداء (بالإنجليزية: Performance improvement)‏ هو قياس مخرجات عملية أو إجراء عمل معين، ثم تعديل العملية أو الإجراء لزيادة المخرجات، أو زيادة الكفاءة، أو زيادة فعالية العملية أو الإجراء. يمكن تطبيق تحسين الأداء على الأداء الفردي، مثل الرياضي، أو الأداء التنظيمي، مثل فريق السباق أو الأعمال التجارية.
نشر خفر السواحل بالولايات المتحدة دليل تحسين الأداء، الذي يصف العمليات والأدوات المختلفة لإدارة الأداء على المستويين الفردي والتنظيمي.